# مائو اسادا
مائو اسادا (انگلیسی: Mao Asada؛ زادهٔ ۲۵ سپتامبر ۱۹۹۰) اسکیت‌باز نمایشی اهل ژاپن است.